# Schlacht von Valdejunquera

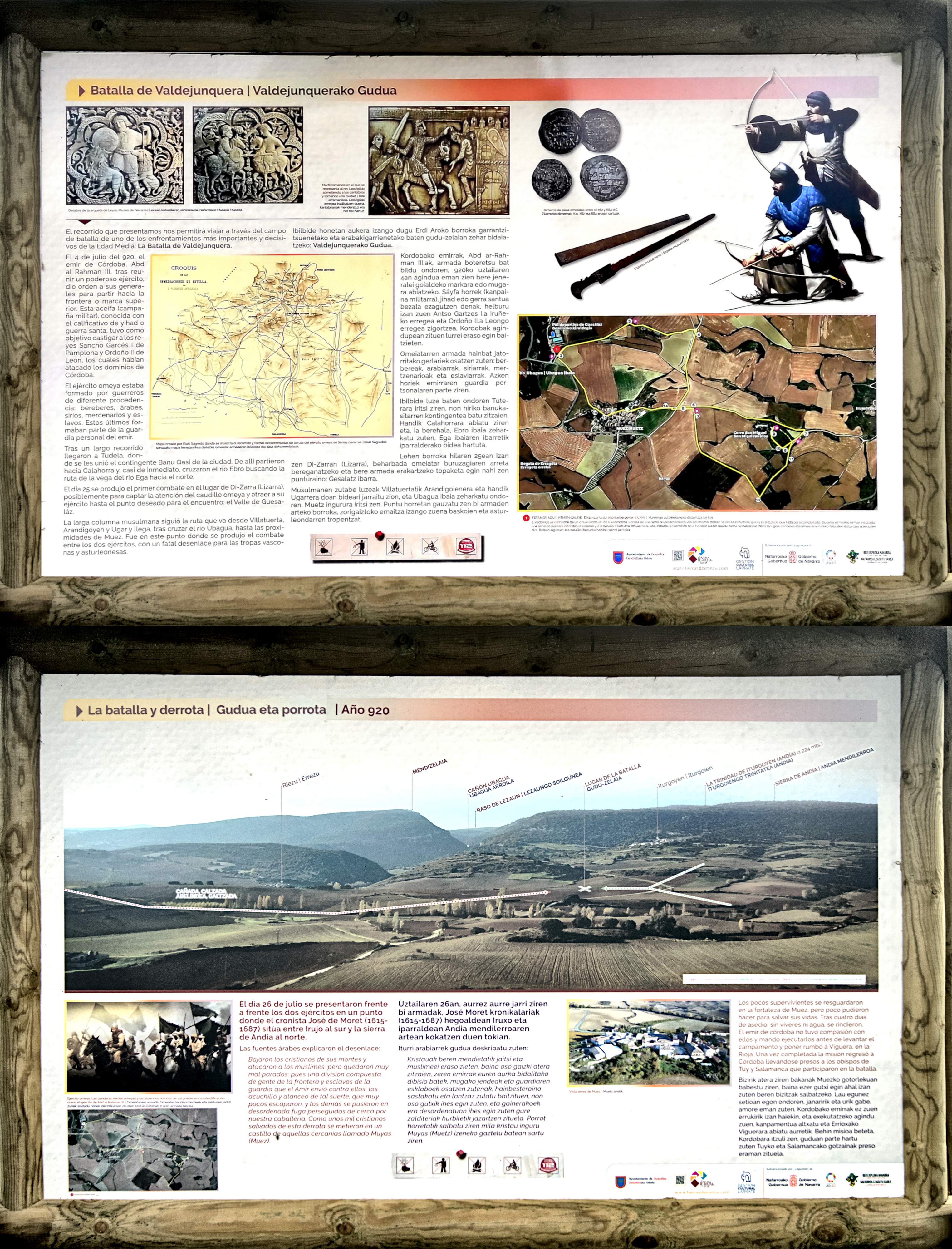
Tafeln am Ort der Schlacht von Valdejunquer zur Erläuterung ihres Anlasses und Verlaufs

Die Schlacht von Valdejunquera fand am 26. Juli 920 zwischen den Heeren des Emirs von Al-Andalus Abd ar-Rahman III. und des Königs Ordoño II. von León statt.

## Vorgeschichte
Im frühen 10. Jahrhundert erreichte das Königreich Asturien-León einen Höhepunkt seiner Macht. Die Grenze zu den Mauren am Fluss Dorum (Duero) war befestigt, im Westen war 878 die Stadt Coimbra eingenommen worden, in Zentralspanien die Städte Zamora, Simancas und Toro (893–900). Im Osten wurden unter der Regierung von García I. von León (910–914) San Esteban de Gormaz befestigt und Osma wiederbevölkert.
Unter der Regierung Ordoños II. (914–924) kam es zu einer aggressiven Politik gegenüber dem Emirat von Córdoba; so wurden Angriffe gegen Évora und Mérida geführt. Der maurische Statthalter war gezwungen, den Rückzug der Leonesen zu erkaufen. In Zusammenarbeit mit dem Verbündeten Navarra wurden auch erfolgreiche Angriffe entlang des Ebro unternommen.
Dieses Vorrücken im Niemandsland in der Dorum-Ebene war möglich, weil das Emirat Al-Andalus sich am Ende des 9. Jahrhunderts in einer tiefen Krise befand. Der Emir Abd ar-Rahman III. (912–961) schlug jedoch die Aufstände in Andalusien zwischen 913 und 914 nieder und konnte sich nun direkt den nördlichen christlichen Königreichen widmen.

## Die Schlacht
Es kam zu mehreren Raubzügen der Araber. Diese hatten nicht das Ziel, Gebiete zu erobern, sondern die strategischen Zentren der Außenposten von Asturien-Leon und Navarra zu schwächen. In der „Kampagne von Muez“ marschierte die Armee des Emirs, von Córdoba kommend, nach Caracuel und zerstörte die Städte San Esteban de Gomaz, Osuna und Clunia. Danach zogen die Mauren weiter nach Burgos, Tudela und Calahorra.
Der König von Navarra befand sich mit seiner Armee in Arnedo und vereinigte dort seine Truppen mit denjenigen des Königreichs León. Ordoño II. wartete immer noch auf die Truppen der Grafen von Kastilien. Diese erschienen jedoch nicht. Die Mauren schlugen ihr Lager in Viguera auf. Das christliche Heer schlug sein Lager in Muez im Valdejunquera-Tal auf, etwa 25 km südöstlich von Pamplona. Am 26. Juli 920 kam es zur Schlacht. Das christliche Heer wurde geschlagen, die Bischöfe von Tui und Salamanca wurden gefangen genommen. Die Überlebenden zogen sich in die Festungen Muez und Viguera zurück. Die beiden Festungen wurden jedoch von den Mauren erobert und alle Gefangenen hingerichtet. Die maurische Armee zog sich daraufhin nach Córdoba zurück.
Weil die Grafen von Kastilien Ordoño II. nicht zu Hilfe gekommen waren, ließ er sie einkerkern und hinrichten.